# Шередегин, Пётр Васильевич
Пётр Васильевич Шередегин (1 [14] июня 1914, Катково, Рубцовский район, Алтайский край — 10 июля 2002, Мелитополь, Запорожская область) — заместитель командира 387-го отдельного сапёрного батальона по политической части 213-й стрелковой дивизии 7-й гвардейской армии Степного фронта, капитан. Герой Советского Союза.

## Биография
Родился 14 июня 1914 года в селе Катково ныне Рубцовского района Алтайского края в крестьянской семье. В 1930 году окончил школу-семилетку, в 1934 году — Рубцовский педагогический техникум. Работал директором рубцовского детского дома № 1.
В Красную Армию призван Рубцовским райвоенкоматом Алтайского края в 1937 году. В 1939 году окончил военно-политическое училище в городе Новосибирск. Член ВКП(б)/КПСС с 1939 года. После окончания училища служил политруком роты в Новосибирске, затем политруком автомобильной роты в авиационном училище. Участник Великой Отечественной войны с 1941 года. С 1942 года воевал на Воронежском фронте.
Заместитель командира 387-го отдельного сапёрного батальона по политической части капитан П. В. Шередегин при форсировании реки Днепр 27 июня 1943 года у села Днепровокаменка Верхнеднепровского района Днепропетровской области Украины, назначенный комендантом переправы, организовал с помощью местного населения изготовление из подручных средств трёх паромов. До 4 октября 1943 года при непрерывных налётах вражеской авиации и под артиллерийским огнём противника капитан П. В. Шередегин осуществлял переправу на правый берег Днепра четырёх стрелковых дивизий и одной стрелковой бригады.
Указом Президиума Верховного Совета СССР от 26 октября 1943 года за образцовое выполнение боевых заданий командования и проявленные при этом мужество и героизм, капитану Шередегину Петру Васильевичу присвоено звание Героя Советского Союза с вручением ордена Ленина и медали «Золотая Звезда».
После войны П. В. Шередегин продолжал службу в армии. В 1954 году окончил Военно-политическую академию имени В. И. Ленина. В 1957—1959 годах — заместитель начальника политотдела спецчастей Новосибирского гарнизона. С 1959 года подполковник П. В. Шередегин — в отставке.
До ухода на пенсию работал диспетчером на одном из заводов в Новосибирске. С 1971 года жил в городе Мелитополь Запорожской области. Умер 10 июля 2002 года. Похоронен в Мелитополе.

## Награды
Награждён орденами Ленина, Отечественной войны 1-й степени, двумя орденами Красной Звезды, медалями. Почётный гражданин города Мелитополь.

## Память
Имя Героя увековечено на Мемориале Славы в городе Барнаул.